# ايمانويل ماكس
ايمانويل ماكس (بالألمانية: Emanuel Max von Wachstein)‏ هو نحات نمساوي، ولد في 19 أكتوبر 1810 في Janov ‏ في التشيك، وتوفي في 22 فبراير 1900 في براغ في التشيك.